# Republica Mahabad

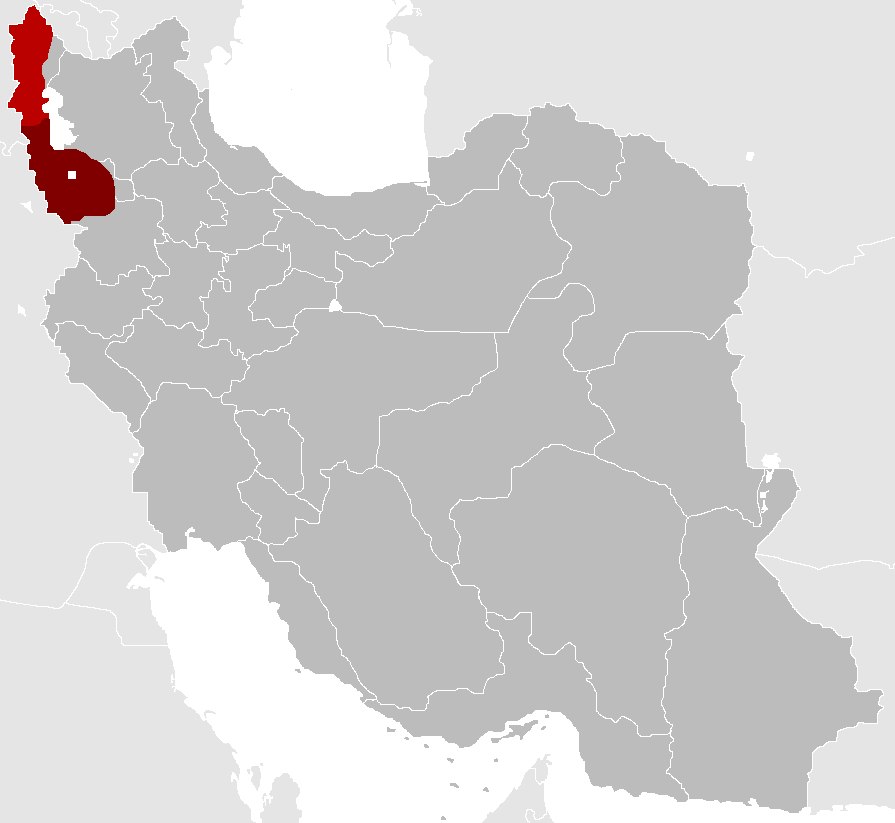
Hartă

Republica Mahabad sau Republica Kurdă a Mahabadului a fost un stat efemer proclamat pe teritoriul Iranului de astăzi în mare parte de separatiști de etnie kurdă, sprijiniți de Uniunea Sovietică. Statul s-a declarat autonom  pe data de 22 ianuarie 1946, iar în decembrie și-a proclamat independența sub conducerea Partidului Democrat Kurd.
Republica Mahabad era considerat un stat dependent de sovietici, acest lucru îndepărtând-o de Vest. Qazi Mohammed, conducătorul statului, a afirmat că țara sa era finanțata de U.R.S.S., dar a negat faptul ca Partidul Democrat Kurd este unul comunist, el considerând aceasta drept propagandă a Iranului.
Pe 26 martie 1946, sub presiune vestică, sovieticii și-au retras armata din Iran, iar teritoriul Republicii Mahabad, precum și cel al Guvernământului Popular Azer au reintrat în posesia Iranului.
Statul și-a găsit sfârșitul pe 15 decembrie 1946 când Iranul a restabilit controlul asupra zonei.